# Hardy Nilsson (musikgrupp)
Hardy Nilsson var en svensk musikgrupp från Skellefteå. Gruppen tog sitt namn ifrån ishockeyspelaren och -tränaren Hardy Nilsson.
Gruppen ombildades senare under namnet Autorock.

## Bandmedlemmar
- Michael Eriksson
- Lars Hall
- Urban Holmberg
- Niclas Marklund
- Jan Petterson
- Patrik Sundqvist
- Johan Nilsson (1992–1993)

## Diskografi
- CDS - 1973 [WeCD 050] A West Side Fabrication
- CDS - Popsång [WeCD 058] A West Side Fabrication
- CDM - Gud I Mikrofon EP [WeCD 068] A West Side Fabrication
- CDS - Hela Hjärtat Mitt [Buf.S 04] Buffel
- CDS - Månens Syster [Buf.S 13] Buffel
- CDS - Faller Tillbaks [MCD-87054] MCA
- CDS - Ta Mig Med Våld [MCD-87087] MCA
- CDS - Det Blir Aldrig För Sent För Såna Som Oss [MCD-87094] MCA
- CDS - Det Blir Aldrig För Sent För Såna Som Oss [HARDYPROMO2] Promo MCA
- CD - Är Det Värt Det? [WeCD064] A West Side Fabrication (1993)
- CD - Att Ha Och Inte Ha [Buf 05] Buffel (1994)
- CD - Härifrån [MCD-87060] MCA (1997)